# Центральный рынок (Пермь)
Центра́льный ры́нок — центральный универсальный городской рынок Перми, одно из крупнейших предприятий розничной торговли Пермского края. Современное название — ООО «Торговый комплекс „Центральный“». Осуществляет торговлю изделиями лёгкой промышленности, продуктами питания и различными бытовыми товарами.

## История

### Предыстория
В 1770-е годы рынком служила площадь в Егошихинском посёлке в месте, где Егошиха впадала в Каму перед Петропавловским собором. Согласно первому плану Перми, утверждённому 16 января 1784 года, на ней было назначено строить «лавки гостиного двора». Это место получило название Нижнего рынка. В 1802 году старый гостиный двор на берегу Камы был разломан.

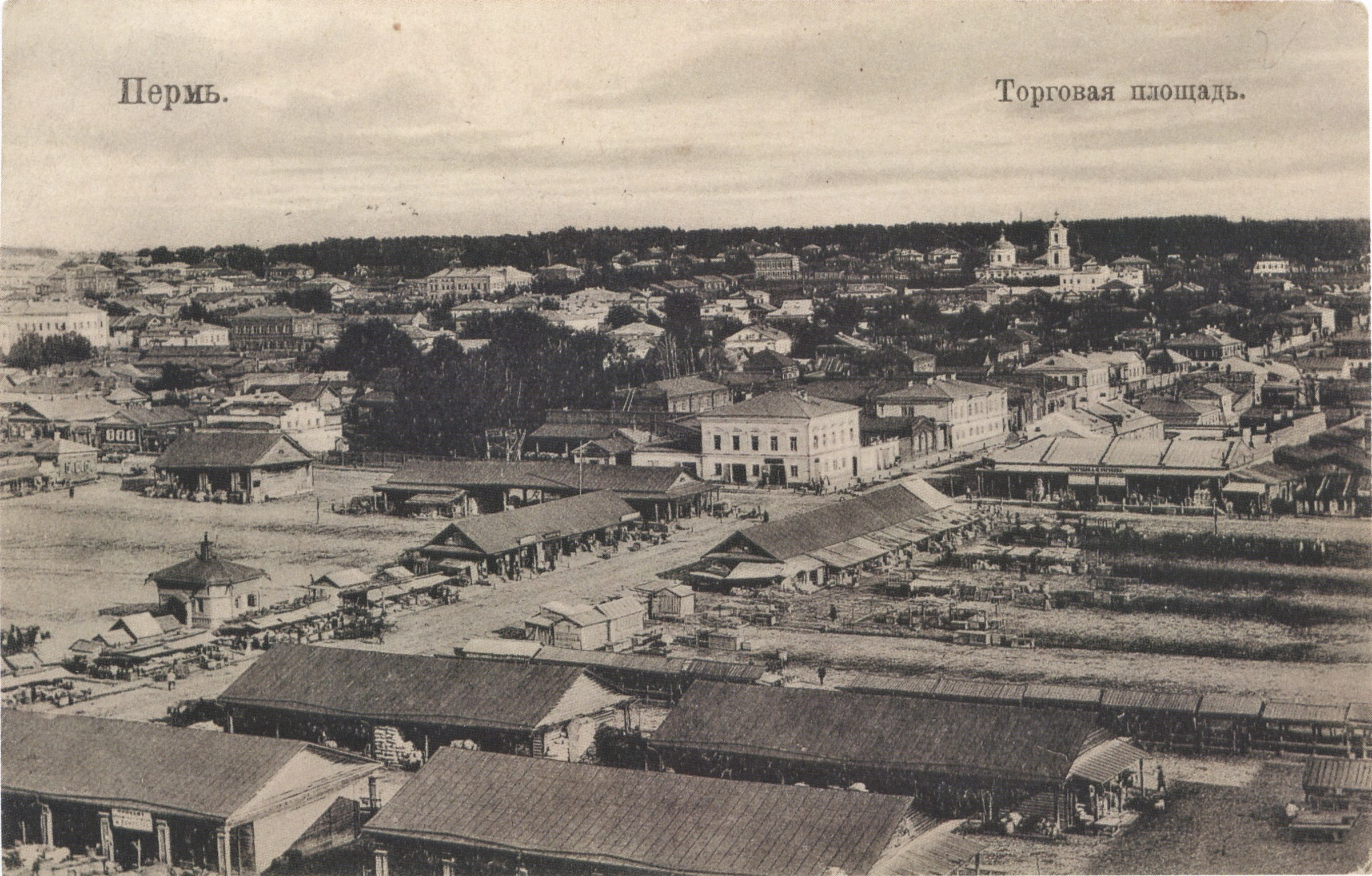
Чёрный рынок, южная часть (конец XIX века)

На рубеже XVIII—XIX веков появился и другой рынок — на Главной площади (на пересечении Сибирской и Петропавловской улиц, район нынешней Театральной площади), который стал называться Верхним рынком. 19 июля 1800 года по распоряжению генерал-губернатора К. Ф. Модераха там было начато строительство нового гостиного двора. В 1804 году был построен каменный корпус гостиного двора, просуществовавшего в общей сложности до 1929 года.

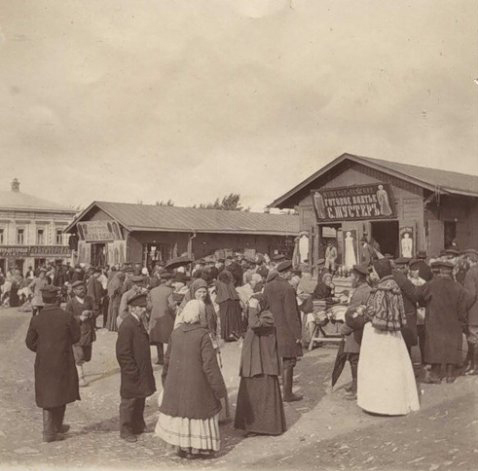
Торговля на Чёрном рынке

Торговая территория стала расширяться вниз, в сторону Камы до Торговой улицы, обрастая множеством палаток, лавочек, прилавков. Здесь велась хлебная, мясная и рыбная торговля. В 1878 году на месте деревянных торговых рядов, частично пострадавших в пожаре 1842 года, было построено здание Театра оперы и балета.
Решением городской думы торговые ряды с Главной площади были перенесены на свободные площади на углу Красноуфимской (с 1935 года — улица Куйбышева) и Петропавловской улиц (сегодня — сквер Уральских добровольцев). Это место было заболоченным и получило название Чёрный рынок. Потребовались значительные усилия по его осушению и благоустройству.
В 1798—1799 годах были построены первые корпуса новых торговых зданий. Часть купцов бурно протестовала против переселения рынка в связи с тем, что новое место было топким, грязным и находилось вдали от оживлённых улиц. Но постепенно территория Чёрного рынка благоустраивалась и к 1871 году была окончательно приведена в порядок. На площадях нового рынка располагались разнообразные ряды, строились каменные корпуса магазинов: С. М. Грибушина, А. Г. Гаврилова, В. Т. Югова, Ижболдиных и др.

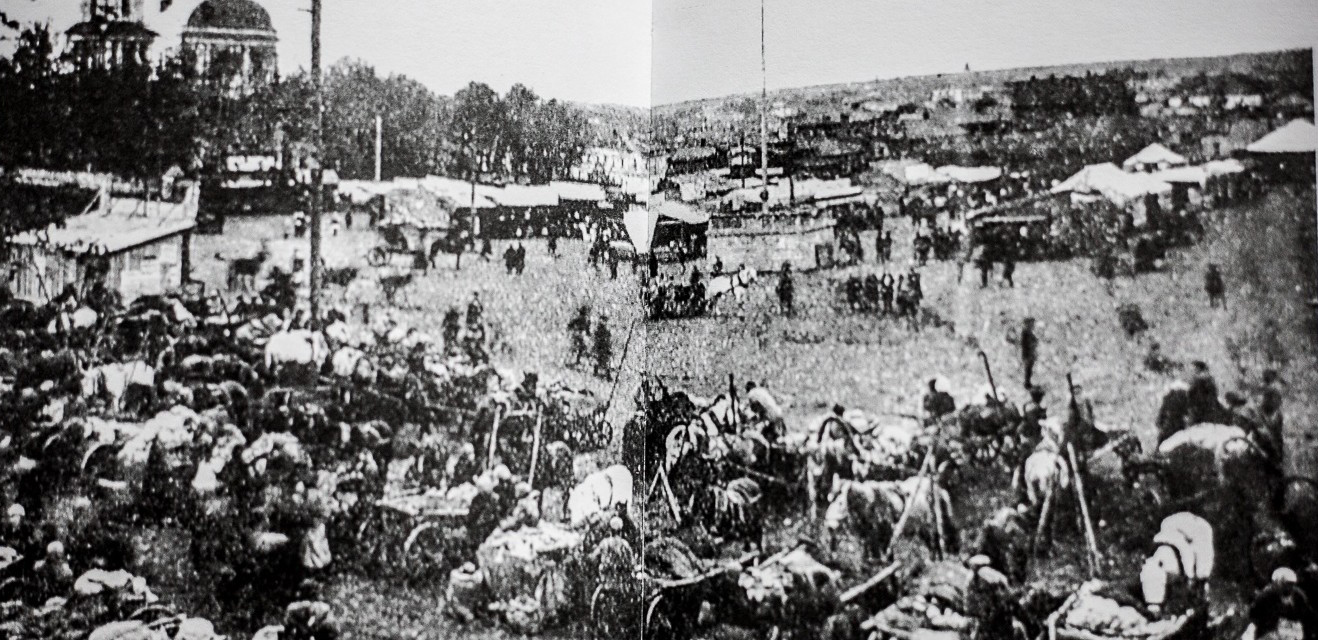
Сенной рынок (начало XX века)

На пересечении улиц Обвинской (ныне — 25 Октября) и Вознесенской (ныне — Луначарского) в середине XIX века возник Сенной рынок. Сенной рынок отвечал потребностям простого народа. Здесь располагались открытые прилавки для приезжающих крестьян — для продажи дров, сена, овса, кожевенного и скобяного товара, щепной, обжорный ряды, ряд по торговле поношенным платьем и обувью, балаганы по продаже старого железа, корпуса готовой одежды. Позже рынок переместился ближе к пересечению двух трактов: Сибирского и Казанского. Площадь, которую отвели под новый сенной рынок, называлась Ямская, затем Сенная, Красная (сейчас на этой территории находятся главный корпус политехнического университета и другие здания, а Октябрьская площадь является лишь частью бывшей площади Сенного рынка). Сенной рынок стал местом, где собирались простые жители города: здесь часто выступали бродячие артисты, устраивались представления кукольных театров.

### История центрального рынка
31 января 1932 года на заседании рабочего президиума Пермского городского совета было решено предоставить место на Красной (Сенной) площади колхозам для розничной торговли сельхозпродуктами и кустарными изделиями. Постановлением Президиума Пермского горсовета 29 июня 1932 года рынок на Сенной площади объявлялся чисто профильным — колхозным. В рамках борьбы со спекуляцией торговля с перепродажей товара была перенесена на Петропавловскую площадь вблизи закрытого к тому времени Петропавловского собора.
11 июля 1946 года Молотовский исполком принял решение № 457 «О переносе колхозного рынка», согласно которому центральный рынок с Сенной площади переводился на территорию у Казанского тракта (позже в Перми — шоссе Космонавтов), где уже существовал стихийный базар. 8 мая 1947 года было принято решение № 251 «О строительстве нового центрального колхозного рынка в городе Перми». К 1948 году был готов проект рынка, разработанный пермским архитектором Давидом Яковлевичем Рудником.
1 сентября 1956 года первая очередь объектов центрального колхозного рынка была принята и пущена в эксплуатацию.
В 1988 году рынок был реконструирован: появились новые капитальные постройки, были установлены оригинальные арочные входные группы.
В 1992 году Центральный рынок стал закрытым акционерным обществом.
В 2014 году ЗАО «Центральный рынок» было преобразовано в ООО «Торговый комплекс „Центральный“».

## Структура рынка
Первыми каменными зданиями, выстроенными ещё в конце 1940-х годов, были торговые павильоны «Шубы» и «Купеческий».
В 1988 году начал работу мясо-молочный павильон, который был перестроен в 2009 году (сегодня — ТК «Центральный № 3»: мясо, молоко, овощи, зелень). В павильоне располагается Государственная лаборатория санитарно-ветеринарной экспертизы.
В 2004 году в административном здании рынка устроена церковь-часовня, освящённая в 2005 году как храм Иверской иконы Божией Матери. Современный внешний вид с пятикупольным завершением храм получил в 2007 году.
В 2011 году был построен торговый комплекс «Центральный № 1» (общепит, одежда, обувь, посуда).
В 2013 году появился торговый комплекс «Центральный № 4» (бакалея, зимняя одежда, кондитерские, хлебобулочные изделия, одежда и пр.). В павильоне также размещён Музей рынка.
В 2016 году начал работу торговый комплекс «Центральный № 5» (верхняя одежда).
Рынок является социально-значимым предприятием Перми. На его территории в 4 га находится 4,5 тысячи торговых точек, работают почти две тысячи арендаторов, каждый из которых обеспечивает работой еще нескольких человек. Таким образом, всего здесь создано около 7 тысяч рабочих мест. Ежегодно рынок перечисляет в бюджет более 100 миллионов рублей налогов.

## Благотворительная деятельность
В 1990-е годы на рынке были открыты комнаты для проблемных детей, где с ними занимались приглашённые педагоги и тренеры. Трудовой коллектив рынка оказывал помощь детским домам города, Пермскому духовному училищу, помогал при реставрации Свято-Троицкого кафедрального собора, при восстановлении Архиерейского дома , выступил одним из основателей училища медицинских сестёр милосердия, выпускницы которого работают при Пермском институте сердца .